# Herman Shumlin
Herman Shumlin est un réalisateur et metteur en scène américain né le 6 décembre 1898 à Atwood, Colorado et mort le 4 juin 1979 à New York.

## Filmographie partielle
- 1943 : Quand le jour viendra (Watch on the Rhine)
- 1945 : Agent secret (Confidential Agent)